# Green Meadows (Ohio)
Green Meadows es un lugar designado por el censo ubicado en el condado de Clark en el estado estadounidense de Ohio. En el Censo de 2010 tenía una población de 2327 habitantes y una densidad poblacional de 1.125,89 personas por km².

## Geografía
Green Meadows se encuentra ubicado en las coordenadas 39°52′2″N 83°56′43″O / 39.86722, -83.94528. Según la Oficina del Censo de los Estados Unidos, Green Meadows tiene una superficie total de 2.07 km², de la cual 2.07 km² corresponden a tierra firme y (0%) 0 km² es agua.

## Demografía
Según el censo de 2010, había 2327 personas residiendo en Green Meadows. La densidad de población era de 1.125,89 hab./km². De los 2327 habitantes, Green Meadows estaba compuesto por el 95.75% blancos, el 0.69% eran afroamericanos, el 0.13% eran amerindios, el 1.33% eran asiáticos, el 0% eran isleños del Pacífico, el 0.17% eran de otras razas y el 1.93% pertenecían a dos o más razas. Del total de la población el 1.8% eran hispanos o latinos de cualquier raza.